# Mokhtar Dahari
Allahyarham Dato Mokhtar Dahari est un footballeur malaisien né le 13 novembre 1953 à Setapak, Selangor et mort le 11 juillet 1991. Il évoluait au poste d'attaquant. Attaquant prolifique, il a été surnommé Supermokh en raison de ses talents de joueur et de sa force,.

## Biographie

### Jeunesse
Né le 13 novembre 1953 à Setapak (Selangor), Mokhtar est le premier fils d'Aminah Binti Sharikan (sa mère) et de Dahari Abeng (son père), un chauffeur de camion. Il déménagèrent à Kampung Pandan lorsque Mokhtar avait 11 ans. Il a étudié à l'école secondaire de la Victoria Institution, à Kuala Lumpur. Dès le plus jeune âge, Mokhtar s'est montré très précoce dans la pratique du football, a joué pour son école et plus tard pour le club de la région, Selangor FC.

### Carrière en club
- 1972-1987 :  Selangor FC, 177 buts marqués.

Mokhtar Dahari aurait fait l'objet d'offres du Real Madrid, mais aurait décliné.

### Sélection nationale
- 142 sélections et 89 buts avec l'équipe de Malaisie de football entre 1972 et 1985

Bien que le nombre exact de buts inscrits fait parfois l'objet de débats, il est généralement considéré comme le plus grand joueur de l'histoire de la Malaisie, ainsi que l'un des meilleurs d'Asie du Sud-Est voire de l'ensemble du continent asiatique. Le 29 juin 2021, la FIFA l'a reconnu comme le 3e meilleur buteur international toutes sélections confondues, avec un total de 89 buts,. Depuis le 28 septembre 2022, il est passé maintenant 4ème meilleur buteur international (à égalité avec Romelu Lukaku) toutes sélections confondues seulement derrière Cristiano Ronaldo, Ali Daei et Lionel Messi.

### Mort
Mokhtar Dahari décède des suites  d’une sclérose latérale amyotrophique.

## Palmarès
- Selangor FC
  - Championnat de Malaisie (1):
    - Champion: 1984

  - Coupe de Malaisie (10):
    - Vainqueur : 1972, 1973, 1975, 1976, 1978, 1979, 1981, 1982, 1984, 1986

  - Supercoupe de Malaisie (Sultan Haji Ahmad Shah Cup) (2):
    - Vainqueur: 1985, 1987

## Anecdotes
Le 13 novembre 2014, il est le sujet d'un Doodle sur la page d'accueil de Google Malaisie à l'occasion du 61e anniversaire de sa naissance.
30 ans jour pour jour après son décès, il fait l'objet d'un article en forme d'hommage du site spécialisé dans le football extra-européen Lucarne Opposée.